# Literaturpreis der Konrad-Adenauer-Stiftung
Der Literaturpreis der Konrad-Adenauer-Stiftung wurde 1993 vom damaligen Vorsitzenden der Konrad-Adenauer-Stiftung Bernhard Vogel ins Leben gerufen.
Mit diesem Literaturpreis werden seither jährlich Autoren ausgezeichnet, deren Werke sowohl „von politisch-gesellschaftlicher Bedeutsamkeit“ wie auch „von ästhetisch-literarischer Qualität zeugen“; sie sollen gemäß den Vergabekriterien „Orientierungsinstanzen in Zeiten des Wertewandels“ sein. Geehrt werden Autoren, die „der Freiheit ihr Wort geben“.
Die Auszeichnung ist mit 20.000 Euro dotiert und wird jährlich in Weimar vergeben. Über die Verleihung entscheidet eine Jury unter dem Vorsitz von Friedhelm Marx. Weitere Jury-Mitglieder sind Monika Grütters, Marit Heuß, Sandra Kegel, Wolfgang Matz und Ehrenmitglied Birgit Lermen (Stand 2024).

## Preisträger
- 1993 Sarah Kirsch
- 1994 Walter Kempowski
- 1995 Hilde Domin
- 1996 Günter de Bruyn
- 1997 Thomas Hürlimann
- 1998 Hartmut Lange
- 1999 Burkhard Spinnen
- 2000 Louis Begley
- 2001 Norbert Gstrein
- 2002 Adam Zagajewski
- 2003 Patrick Roth
- 2004 Herta Müller
- 2005 Wulf Kirsten
- 2006 Daniel Kehlmann
- 2007 Petra Morsbach
- 2008 Ralf Rothmann
- 2009 Uwe Tellkamp
- 2010 Cees Nooteboom
- 2011 Arno Geiger
- 2012 Tuvia Rübner
- 2013 Martin Mosebach
- 2014 Rüdiger Safranski
- 2015 Marica Bodrožić
- 2016 Michael Kleeberg
- 2017 Michael Köhlmeier
- 2018 Mathias Énard
- 2019 Husch Josten[1]
- 2020 Hans Pleschinski
- 2021 aufgrund der COVID-19-Pandemie nicht vergeben
- 2022 Barbara Honigmann
- 2023 Lutz Seiler
- 2024 Ulrike Draesner
- 2025 Iris Wolff